# Gazala
Gazala eller  Ain el Gazala (arabisk: عين الغزالة) er en lille landsby i Libyen nær kysten i den nordøstlige del af landet. Den ligger 60 km vest for Tobruk.
I slutningen af 1930'erne, mens Libyen var en italiensk, var der en arabisk koncentrationslejr i byen, som medlemmerne af Senussi modstandsbevægelsen forgæves forsøgte at trænge ind i. 
Gazala er måske bedst kendt for det mindeværdige slag under 2. verdenskrig, som foregik i området omkring byen i maj-juni 1942 mellem Aksemagternes styrker under Erwin Rommel) og de Allierede (under Neil Ritchie). Slaget endte med en sejr til Aksemagterne og erobring af Tobruk den 21. juni 1942.